# Charito
Charito (fl. 363-364) è stata l'imperatrice consorte dell'imperatore romano Gioviano (363-364).

## Biografia
Il suo nome non compare nel racconto di Ammiano Marcellino, una delle principali fonti per il periodo. La prima fonte a fare il suo nome fu il Chronographikon syntom di Niceforo I di Costantinopoli; la prima fonte latina fu invece la traduzione del Chronographicon fatta da Anastasio il Bibliotecario. Secondo alcuni storici moderni, l'assenza del nome di Charito in Ammiano è dovuta al fatto che ella ebbe una scarsa influenza politica; allo stesso modo, infatti, Ammiano non nomina la moglie di Valente, Albia Dominica, anche lei di peso politico nullo.
Il padre di Charito fu Lucilliano, un comandante che aveva servito sotto Costanzo II, era caduto in disgrazia sotto Giuliano e poi era brevemente tornato in carica dopo la proclamazione di Gioviano, avvenuta in seguito alla morte di Giuliano durante la sua campagna contro i Sasanidi.
Lucilliano fu ucciso da soldati ribelli. Charito aveva da poco dato alla luce il figlio Varroniano, il loro secondo figlio, che fu nominato console per il 364 assieme al padre. Secondo Temistio Charito raggiunse Gioviano dopo la sua elezione, e questa versione è normalmente preferita a quella di Giovanni Zonara, che descrive invece l'episodio in cui Charito, ancora piangente la morte del padre, va incontro al marito in arrivo dall'Oriente solo per scoprire che è morto durante il viaggio.
Una interpretazione di un passaggio della Lettera a una giovane vedova di Giovanni Crisostomo vuole Charito ancora viva diversi anni dopo la morte di Gioviano, timorosa per il fato di Varroniano, il quale, essendo stato console e cesare potrebbe essere messo a morte da un imperatore regnante in quanto possibile pretendente al trono.
Charito e Gioviano furono sepolti nella chiesa dei Santi Apostoli a Costantinopoli.